# Got Talent Argentina
Got Talent Argentina, conocido anteriormente como Talento argentino en las primeras temporadas, es un programa de televisión del género talent show producido por la cadena Telefe, adaptación argentina del formato original británico Got Talent, creado por Simon Cowell. Es una competencia de talentos en el cual los participantes son evaluados por tres o cuatro jurados en audiciones que decidirán quienes merecen pasar a una siguiente etapa, en donde el público se encargado de elegir a sus favoritos mediante voto telefónico y llegar a una final donde uno se coronará como ganador.
La primera adaptación se estrenó a mediados de 2008 y constó con tres ediciones conducidas por Mariano Peluffo. El jurado original estuvo compuesto por Maximiliano Guerra —bailarín profesional—, Catherine Fulop —modelo internacional— y Kike Teruel —músico y compositor—, y la producción estuvo a cargo de Marcos Gorban. La primera temporada se estrenó el domingo 27 de julio de 2008, con una muy buena aceptación del público. Fue renovado para una segunda emisión que salió al aire los días jueves desde el 23 de julio de 2009; y la tercera temporada desde el 20 de octubre de 2010, los sábados como día de emisión. 
Tras 13 años fuera del aire, Telefe anunció el regreso de la franquicia a la televisión nacional, bajo el nombre de Got Talent Argentina, a estrenarse en 2023, con cambios en la conducción, a cargo de Lizy Tagliani. El jurado de la nueva edición estará conformado por los cantantes argentinos Abel Pintos y Joaquinha Lerena —conocida artísticamente como «La Joaqui»—, la actriz y conductora Florencia Peña, y el bailarín uruguayo Emir Abdul Gani. El casting para la cuarta temporada comenzó a mediados de noviembre de 2022. La nueva temporada comenzó a emitirse el lunes 21 de agosto por el canal Telefé. Actualmente el programa se encuentra en su etapa de finales, la gran final se emitirá el día 28 de noviembre de 2023 y en ellas competirán por el voto del público el Mago Matus,Carla Dominguez y Julio Seffino, Docta Dance, Matìas y Johana Ortiz, y Fort Crew.

## Formato

### Temporadas 1-3
La primera parte de la temporada del programa consiste en audiciones, donde participantes demuestran su destreza en diversas disciplinas como canto, danza, comedia, música, y distintos tipos de actos. Mientras dura la actuación, tres jueces deciden si el concursante debe dejar de realizar su talento presionando un botón que enciende una gran cruz roja. Si las tres cruces aparecen, el participante queda automáticamente eliminado, sin poder finalizar su presentación.
Todas las semanas, por medio de una votación con mensajes de textos y llamados telefónicos, el público elige al participante que más le gustó para que clasifique. Los competidores que quedaban en segundo y tercer lugar serán examinados por el jurado para poder llegar a la final del concurso y tener la oportunidad de ganar el certamen.
En las etapas finales el programa presenta a los clasificados, en vivo, para definir al ganador del certamen. El premio es económico y suele estar acompañado de otros beneficios, como viajes y acuerdos comerciales para la presentación del acto en el país.

#### Las tres «X»
Las «X» son las indicadoras si el talento es del agrado del jurado. Si el equipo de jurados aprueba el acto, las cruces se mantienen blancas.
- Mayoría de «X» blancas: uno de los jurados —o ninguno— está en desacuerdo en que el participante pase a la siguiente etapa. Al ser mayoría las cruces blancas, el participante sigue en el concurso de talentos.
- Mayoría de «X» rojas: la mayoría de los jurados se opone a que el participante siga en el concurso.

### Temporada 4
A partir de la cuarta temporada que comenzó a emitirse en 2023 se han producido algunos cambios en la dinámica del programa con respecto a sus ediciones anteriores y son los siguientes:
- Los participantes deben atravesar las siguientes etapas: Audiciones, Cuartos de final, Semifinal y Final.
- Hay cuatro jueces.
- El público podrá elegir a los Finalistas en la gran final mediante SMS o en la página de Telefe, para ello deberán abonar 1.000 pesos argentinos.
- Todo el programa ya está grabado, no se realizarán presentaciones en vivo.
- Los participantes solo quedan descalificados con las cuatro cruces rojas.
- Se añadió el botón dorado el cual durante la etapa de audiciones puede ser usado dos veces tanto por los cuatro jueces como por la conductora enviando al participante directamente a la semifinal. Durante la etapa de cuartos de finales puede ser usado una sola vez por cada jurado, ya no lo puede utilizar la conductora y envía al participante directamente a la final. Durante la etapa de semifinales puede usarlo una vez solamente la conductora enviando al participante directamente a la gran final. Durante las galas finales ya no se usa el botón dorado.

## Temporadas

### Primera temporada
La versión argentina de la franquicia se estrenó el 27 de julio de 2008, bajo el nombre de Talento argentino, convirtiéndose así en la primera adaptación latinoamericana de la serie. Mariano Peluffo fue seleccionado como presentador del concurso y el jurado se integró por la actriz venezolana Catherine Fulop, el bailarín profesional Maximiliano Guerra, y Kike Teruel, el integrante del grupo Los Nocheros.

### Segunda temporada
La segunda edición argentina de la franquicia Got Talent comenzó el jueves 23 de julio de 2009 a las 22:45, con un rating de 25.2 puntos. Nuevamente, la presentación del concurso estuvo en manos de Mariano Peluffo, y también se repitió el jurado: Catherine Fulop, Maximiliano Guerra, y Kike Teruel. Más de 40 000 son  personas audicionaron en los casting presenciales de Mendoza, Buenos Aires, Rosario, Mar del Plata, Bahía Blanca, Córdoba, San Luis, Salta, San Juan, Neuquén, Corrientes y Tucumán. 
La final se emitió en vivo desde el City Center Rosario, provincia de Santa Fe, con los cinco clasificados: Franco Peletti, el dúo de acróbatas bahiense «Alma al aire», «El Marucho», Daniel «el Negro» Ferreyra y el conjunto de música folklórica «Los sembradores». Sobre los bloques finales se dio una particular situación: a falta de más de 40 minutos de programa, Mariano Peluffo, conductor del ciclo, recibió al escribano con el sobre de resultados. Ante la consulta de Peluffo, sobre si en el sobre «estaba el ganador», el notario respondió y señaló «es el señor Ferreyra» en alusión al guitarrista, «el Negro» Ferreyra. Rápidamente el conductor debió anunciar al ganador, entre los murmullos de la gente. Años más tarde Peluffo comentó el detrás de escena del momento que se emitió en directo, que dejó sin misterio ni suspenso la final de temporada, algo típico en este tipo de programas.
Ferreyra se llevó el premio de AR$ 100 000, un viaje a Londres para conocer a Susan Boyle, particpante destacada de la tercera temporada de Britain's Got Talent y un cuatriciclo.

### Tercera temporada
La tercera edición de Talento Argentino se emitió durante finales del año 2010 y comienzos del 2011. El ganador de la tercera temporada fue Diego Gutiérrez, un correntino de corazón que logró transmitir el Chamamé natal con solo un bandoneón.

### Cuarta temporada
La nueva edición del programa fue anunciado en 2022 iniciando sus cástines ese mismo año y su primera emisión el lunes 21 de agosto de 2023. A partir del programa 58 comenzaron las galas finales, con dos galas donne se presentaron 8 participantes por noches que habían pasado a la final de los cuales fueron seleccionados por el jurado 2 participantes por programa para competir en la gran final que se llevará a cabo el día 28 de noviembre de 2023. El primer finalista confirmado para participar en la gran final es el Mago Matus quién gracias al uso del botón dorado por parte de la conductora Lizzy Tagliani durante las semifinales lo envió directamente a la gran final donde deberá competir contra los seleccionados en las galas finales Carla Dominguez y Julio Seffino, Docta Dance, Matìas y Johana Ortiz, y Fort Crew. La definición se realizará mediante el voto del público de manera electrónica.

## Ediciones

### Resumen por temporada
| Temporada | Temporada | Presentador     | Jurado      | Jurado          | Jurado             | Jurado          | Ganador                     | Premio    |
| --------- | --------- | --------------- | ----------- | --------------- | ------------------ | --------------- | --------------------------- | --------- |
| 1         |           | Mariano Peluffo | Kike Teruel | Catherine Fulop | Maximiliano Guerra |                 | Martín Bustos               | $ 100 000 |
| 2         |           | Mariano Peluffo | Kike Teruel | Catherine Fulop | Maximiliano Guerra | Daniel Ferreyra | $ 100 000                   |           |
| 3         |           | Mariano Peluffo | Kike Teruel | Catherine Fulop | Maximiliano Guerra | Diego Gutiérrez | $ 200 000                   |           |
| 4         |           | Lizy Tagliani   | Abel Pintos | Florencia Peña  | Emir Abdul Gani    | La Joaqui       | Matias Ortiz y Johana Ortiz | $ 15 000  |

## Audiencia
La premiere de Talento argentino en julio de 2008 en la televisión nacional logró un rating de 29.2 puntos, marca récord para Telefe en el año hasta el momento. Superó marcas que había logrado el canal con otros debut en el año, como el estreno de Susana Giménez, clásico de la emisora. La prensa aocgió el debut como muy positivo, sobre todo teniendo en cuenta el éxito mundial de la franquicia Got Talent.
La final de la temporada 1, que consagró al humorista cordobés Martín Bustos, alcanzó una media de 26.3 puntos, logrando ser también lo más visto de la jornada, a pesar de competir directamente con otro plato fuerte de la televisión argentina, Fútbol de primera (El Trece, 22:00). El capítulo más visto de la temporada —y también de la serie en general— fue el del 24 de agosto de 2008, en la 5.° audición, con 30.7.
La segunda temporada salió al aire el jueves 23 de julio de 2009 y logró ser lo más visto del día, con 25.1 puntos de rating según Ibope. En competencia directa le ganó a Showmatch (El Trece, 22:30, 20.7 puntos). La final, que se emitió el 18 de diciembre del mismo año, logró alcanzar los 22.4 puntos.
La tercera temporada inicialmente estaba pactada para 2011, aunque por cuestiones de programación y audiencia se estrenó a fines de 2010. Con cambio en el día de salida, la premiere fue el sábado 23 de octubre de 2010, con un rating de 19.1 puntos y picos de más de 23.0, imponiéndose nuevamente a la competencia directa de Sábado show (El Trece, 21:00). Durante 2010 Talento argentino fue el reality show más visto, con 17.2 puntos de rating. La última emisión, el 26 de marzo de 2011, promedió 16.1 puntos, convirtiéndose en lo más visto del día.
Tras casi una década, el formato volvió a la pantalla bajo el título de «Got Talent Argentina» el 21 de agosto de 2023, estreando la cuarta temporada. La emisión, que salió al aire a partir de las 21:50, promedió 18.1 puntos de rating, con 67,4% de cuota de audiencia, convirtiéndose por lejos en lo más visto del día. Con picos de casi 19 puntos, el estreno fue catagolado como «un gran éxito» por la prensa especializada.

## Ratings
| Temporada | Temporada | Título               | Año  | Horario (UTC-3)                         | Emisiones  | Rating     | Espectadores | Cuota de audiencia % |
| --------- | --------- | -------------------- | ---- | --------------------------------------- | ---------- | ---------- | ------------ | -------------------- |
| 1         |           | Talento argentino    | 2008 | Domingo, 21:30                          | 23         | 23.7       | 2 430 000    | S/D                  |
| 2         |           | Talento argentino    | 2009 | Jueves, 22:45                           |            | 19.3       | 2 250 000    | 41,9%                |
| 3         |           | Talento argentino    | 2010 | Sábado, 21:30                           |            | 14.8       | 1 600 000    | S/D                  |
| 4         |           | Got Talent Argentina | 2023 | Lunes a jueves, 21:45 y domingos, 22:15 | En emisión | En emisión | En emisión   | En emisión           |